# Jaime Rolando Rosenthal Oliva
Jaime Rolando Rosenthal Oliva (* 1936 in San Pedro Sula; † 12. Januar 2019) war ein honduranischer Politiker und Geschäftsmann.

## Leben
Rosenthal hatte einen Bachelor-Abschluss im Bauingenieurwesen vom MSI und einen MSc-Abschluss der MIT Sloan School of Management. Er war stellvertretender Präsident unter der Präsidentschaft von José Azcona Hoyo (Januar 1986-Januar 1990) und legte sein Amt nach politischen Differenzen nieder. Von Januar 2002 bis Januar 2006 war er Kongressabgeordneter im honduranischen Parlament.
Jaime Rosenthal war der Vorsitzende einer liberalen Partei in Honduras, der PLH, für die er mehrmals Kandidat für das Präsidentenamt in Honduras war. Jaime Rosenthal war bestrebt, seinen Sohn Yani auf eine Kandidatur für das Präsidentenamt vorzubereiten.

## Familie
Der Sohn Yani Rosenthal bekleidete in der Amtszeit von Mel Zelaya das Amt des Ministerpräsidenten von 27. Januar 2006 bis 31. Dezember 2007. Jaime Rosenthals Anwalt Rassel Tome war der Leiter der Telekomregulierungsbehörde CONATEL und sein Schwager Roberto Hidalgo, der Bruder seiner Frau Mirian Hidalgo de Rosenthal, war der interne Bilanzprüfer der Empresa Nacional Portuaria (Honduras nationale Hafenbehörde).

## Firmenbeteiligungen
Der Familien-Clan Rosenthal gehört zu den wohlhabendsten Familien Honduras. Zur Firmengruppe gehören u. a.
Banken und Versicherungen
- die Bank "Banco Continental"[2]
- das Versicherungsunternehmen "Seguros Continental"[3]
- Anteil an der drittgrößten honduranischen Bank "Banco de Occidente"

Massenmedien
- die Tageszeitung El Tiempo[4]
- das  Fernsehnetzwerk "Canal 11"
- das Kabelfernsehennetzwerk "Cablecolor"

Produktions- und Exportfirmen
- die Zement-Firma Cementos del Norte
- die Baufirma "Con-Delta"
- die Krokodilhaut-Exportfirma "Cocodrilos Continental"
- die "Kaffee-Export Cafe Continental"
- die "Processing Free Zone ZIP Continental"
- die Nahrungsmittelverpackungsfirma "Empacadora Continental"
- die zuckerverarbeitende Firma "Compañía Azucarera Chumbagua"
- Bananenfirma "Bananas Naco"
- Rinderzuchtbetriebe  in Ganaderia Quimistan, Corderos Continental
- die  Kakaoplantage "Cacao Continental"

Immobilien
- Wohnquartiere in den honduranischen Städten Residencial Kassandras, Residencial Oro Verde, Colonia Universidad, Residencial Los Prado, Llanos De Sula